# Tabivere
Tabivere est un petit bourg de la commune de Tabivere du comté de Jõgeva en Estonie .
Au 31 décembre 2011, il compte 971 habitants.